# بوندوا آدیابا
کلوویس گای آدیابا بوندوا (به انگلیسی: Clovis Guy Adiaba Bondoa؛ زادهٔ ۲ ژانویهٔ ۱۹۸۷) بازیکن سابق فوتبال اهل کامرون است که در چندین تیم بازی کرده‌است.

## دوران ملی
آدیابا در مسابقات قهرمانی جوانان آفریقا ۲۰۰۷، کاپیتان کامرون بود.